# 最上川
最上川（もがみがわ）は、山形県を流れる一級河川最上川水系の本川。流路延長229 kmは、ほぼ一つの都府県のみを流域とする河川としては日本一である。流域面積は7,040 km2で、日本三大急流の一つである。上流部では松川ともよばれる。日本海に流れる。

## 地理
山形県と福島県との境にある西吾妻山付近を源流部とする。山形県の中央部を北に流れ、新庄市付近で西に向きを変え酒田市で日本海に注ぐ。流域のほとんどが山形県内であるが、宮城県七ヶ宿町の山形県境にある二井宿峠（中央分水嶺）の西側（山形県側）にも一部宮城県の領域があるため、最上川水系の流域は山形・宮城両県に及ぶ。
かつては河川舟運の道として利用され、内陸部の紅花や米が、酒田港を経て主に上方（関西地方）に運ばれた。また上方から運ばれたと見られる雛人形が流域の旧家に多く残されている。なお、最上川舟運の難所（碁点、隼、三ヶの瀬）は、村山市にある。これを｢最上川三難所｣と呼ばれている。

## 流域の自治体
山形県
米沢市、東置賜郡高畠町、川西町、南陽市、長井市、西置賜郡白鷹町、西村山郡朝日町、大江町、寒河江市、東村山郡中山町、天童市、西村山郡河北町、東根市、村山市、北村山郡大石田町、尾花沢市、最上郡舟形町、大蔵村、新庄市、最上郡戸沢村、東田川郡庄内町、酒田市
宮城県
刈田郡七ヶ宿町

## 語源
最上川の名前の由来については多くの説がある。『和名類聚抄』には「毛賀美」と書かれていて、「珍しい岩石の多いところ」という意味をもつと見なされる。アイヌ語の「モー・カムイ」（静かなる神）に由来する説もある。また、庄内平野から最上峡を経て、内陸部に至ると広い盆地が開けていることから、この一帯を「モモカミ」（崖の上）といい、ここから流れてくる川も「モモカミ」と言った説もある。

## 最上川開発史

### 古代から中世
出羽国最大の河川である最上川は、流域に有数の穀倉地帯を抱える。上流の米沢盆地、中流の山形盆地、下流の庄内平野何れも屈指の穀倉地帯であり、古くより農業が盛んであった。その中心は稲作であり、既に奈良時代の和銅年間には水稲農耕が行われていたと伝えられている。従って、最上川水系の河川開発は灌漑を中心とした利水整備が当初の中心であった。
鎌倉時代に入り、本格的な灌漑用水整備が始まった。それ以前は河川からの直接的な取水、または湖沼からの引水で対処していたが局所的な効果しか無く、広範囲の農地灌漑を行う為には井堰による用水整備が必要となった。建久年間（1190年頃）に寒河江川に建設された二ノ堰が最上川水系における最初の河川施設である事が山形県総合学術調査会によって明らかになっている。その後、次第に堰が各河川に建設されていった。

### 近世

#### 庄内地方の灌漑・治水事業
庄内地方は1583年（天正11年）の大宝寺義氏滅亡後、領主の変遷を経て、上杉景勝の領有となった。景勝の重臣で東禅寺城代の甘粕景継は1591年（天正19年）、最上川の支流である相澤川と田澤川の合流点下流に平田揚を設け、大町までの溝渠を開鑿した。この溝渠は大町溝と呼ばれ、後の「最上川疏水」の原型ともなった。
1600年（慶長5年）の関ヶ原の戦いの後、庄内地方は最上義光の山形藩が領有した。義光は庄内地方の灌漑整備を進め、義光配下で狩川城主の北楯利長は1612年（慶長17年）に北楯大堰を開鑿した。北楯大堰は、最上川が庄内平野に出る付近で合流する立谷沢川より取水し、山麓に沿って盛土処理である堰台を建設して低地である庄内平野に導水して流下させる用水路である。この北楯大堰によって庄内地方の農地は急速に拡大し、集落も次第に形成されていった。
1622年（元和8年）の最上騒動で最上氏が改易された後の庄内地方は酒井忠勝に始まる庄内藩が領有し、灌漑整備は幕末まで庄内藩の下で進められた。
一方、治水事業としては、江戸時代初期は河道が南北に蛇行していたため、1650年（慶安3年）から3年をかけて落野目から大宮まで幅30間（約54m）、長さ50間（約90m）の新流路が開削された。さらに1670年（寛文10年）から1674年（延宝2年）にかけて、郡代高力忠兵衛らによってさらに下流側の新河道が開かれ、幅20間（約36m）、長さ28町（約3km）にも及ぶ新川が完成した。しかし、その後も洪水は度重なり、江戸時代を通じておおむね7年に1度の頻度で洪水が発生し、大小の普請が行われた。

#### 村山地方の灌漑事業
村山地方は上記の最上騒動までは最上氏の所領であったが、改易以降の山形藩は幾多の藩主交代を経て次第に小藩化していったため、その後は見るべき灌漑施策は余りなかった。

#### 置賜地方の治水・灌漑事業
現在の米沢市を中心とする置賜地方には、関ヶ原の敗戦によって会津若松120万石から30万石に減封された上杉景勝の米沢藩があった。改易こそ免れたものの石高を4分の1に減らされ、かつ家臣の召し放ちもしなかったため、米沢藩は成立当初から財政難を蒙っていた。こうした中で上杉氏の家臣筆頭だった直江兼続は、最上川の洪水から米沢城下を守り、城下町を発展させるため、最上川に「谷地河原石堤」を建設して治水の対策を講じた。この堤防は高さ1.5 m - 1.8 m、堤防上部幅5.4 m、堤防下部幅9.0 mの石積み堤防であった。こうした治水対策は米沢藩の重要施策として新田開発と共に推進されたが、こうした施策における兼続の役割は大きく、谷地河原石堤は通称「直江石堤」と呼ばれ、遺徳が偲ばれている。その後、米沢藩は徐々に財政が好転するかに見えたが、米沢藩第三代藩主・上杉綱勝の急死により室町時代以来の名家は御家断絶の危機に陥った。吉良義央の子を末期養子とする事で一件は落着。第四代藩主・上杉綱憲が就封したが、その代償として米沢藩は陸奥国伊達郡・信夫郡を没収され石高は15万石に半減した。
これに輪を掛けて綱憲の浪費などが祟り米沢藩は莫大な負債を抱える様になり、第八代藩主・上杉重定が江戸幕府への領地返上を一度は決意した程に藩は困窮してしまった。重定は養子として日向国高鍋藩主・秋月種美の二男を迎え、第九代藩主とした。この養子こそ上杉治憲、号して上杉鷹山である。細井平洲を招聘して質素倹約と減税、殖産興業の推進を図り、内には保守的な重臣を粛清して藩政の大改革を実施した。
治憲が最も重要視したのは新田開発による収入の増加であり、これを補完する為の用水路整備を実施した。この灌漑整備で活躍したのが治憲によって登用された米沢藩勘定頭・黒井半四郎である。半四郎は1794年（寛政6年）より「黒井堰」の建設に着手、上堰と下堰の二方向に分水を行って農業用水の導水を行った。上堰は総延長約5里（約20.0 km）、下堰は総延長約4里（約16.0 km）の用水路であり、6年の歳月を掛けて1800年（寛政12年）に完成した。更に飯豊山地の豊富な雪解け水を利用する為、荒川の支流である玉川から置賜白川へ導水する為の「飯豊山穴堰」が1798年（寛政10年）より建設に着手され、20年の歳月を掛け1818年（文政元年）に完成した。こうした灌漑設備の整備によって米沢藩は次第に財政が回復、治憲は「中興の英主」として後世に称えられた。
一方、「諏訪堰」が1615年（慶長20年）に浅立村の沼沢伊勢と広野村の新野和泉の両郷士によって現在の白鷹町に建設された。これは最上川本川に建設された唯一の井堰である。その理由は、後述する水運の発達や、本川からの自然な取水が当時の技術では不可能であり支流からの取水が容易であったためとされている。
また、一次支川（いちじしせん）である須川の源流部には、山岳地帯の県境を越えた潅漑水路としては全国でただ一箇所の施設である「横川堰」があり、山形県と宮城県を水路トンネルで結んでいる。横川堰は、1821年（文政4年）の調査開始以来、60年かけて、1881年（明治14年）に完成した。

#### 河道整備

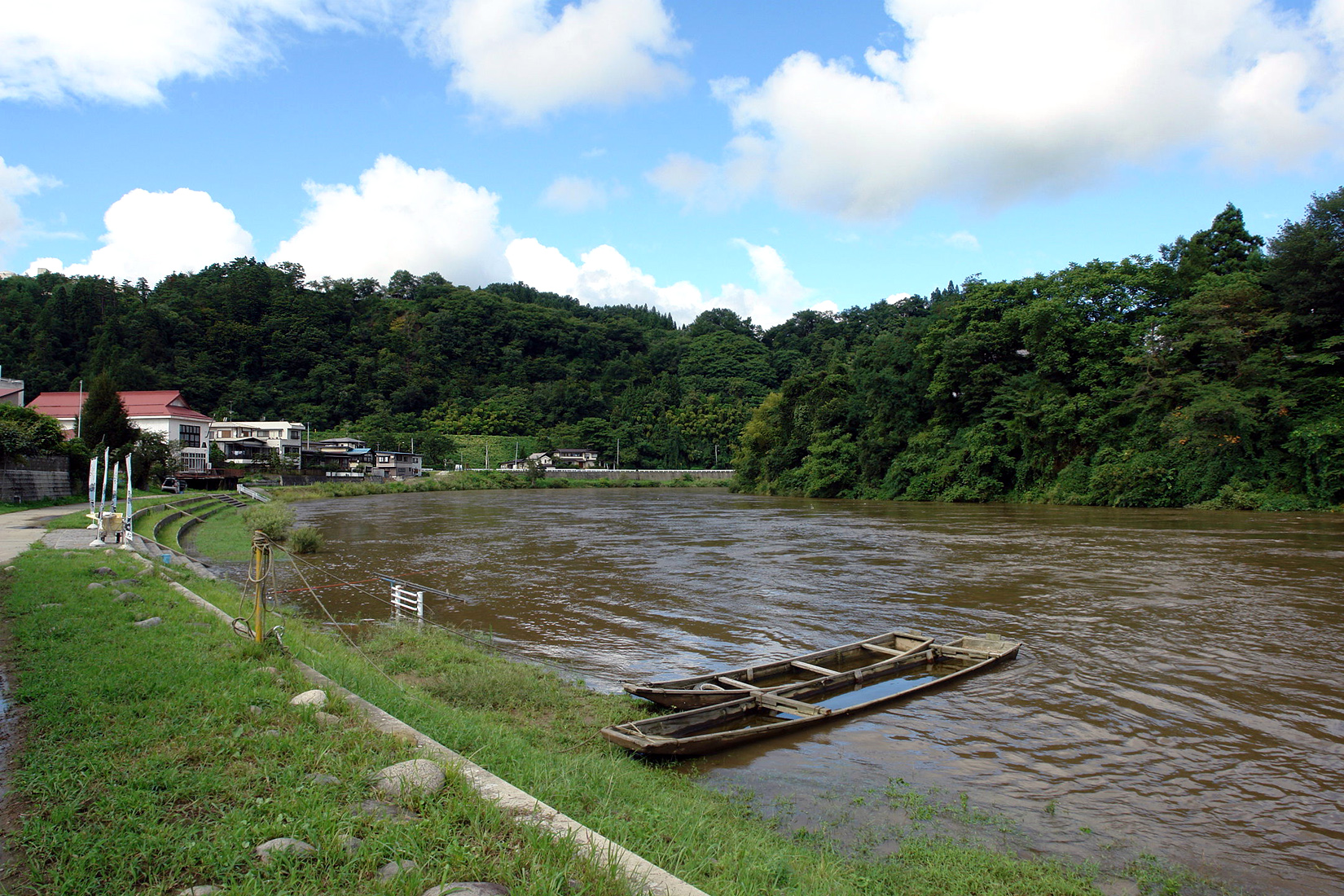
水郷大江の船着場

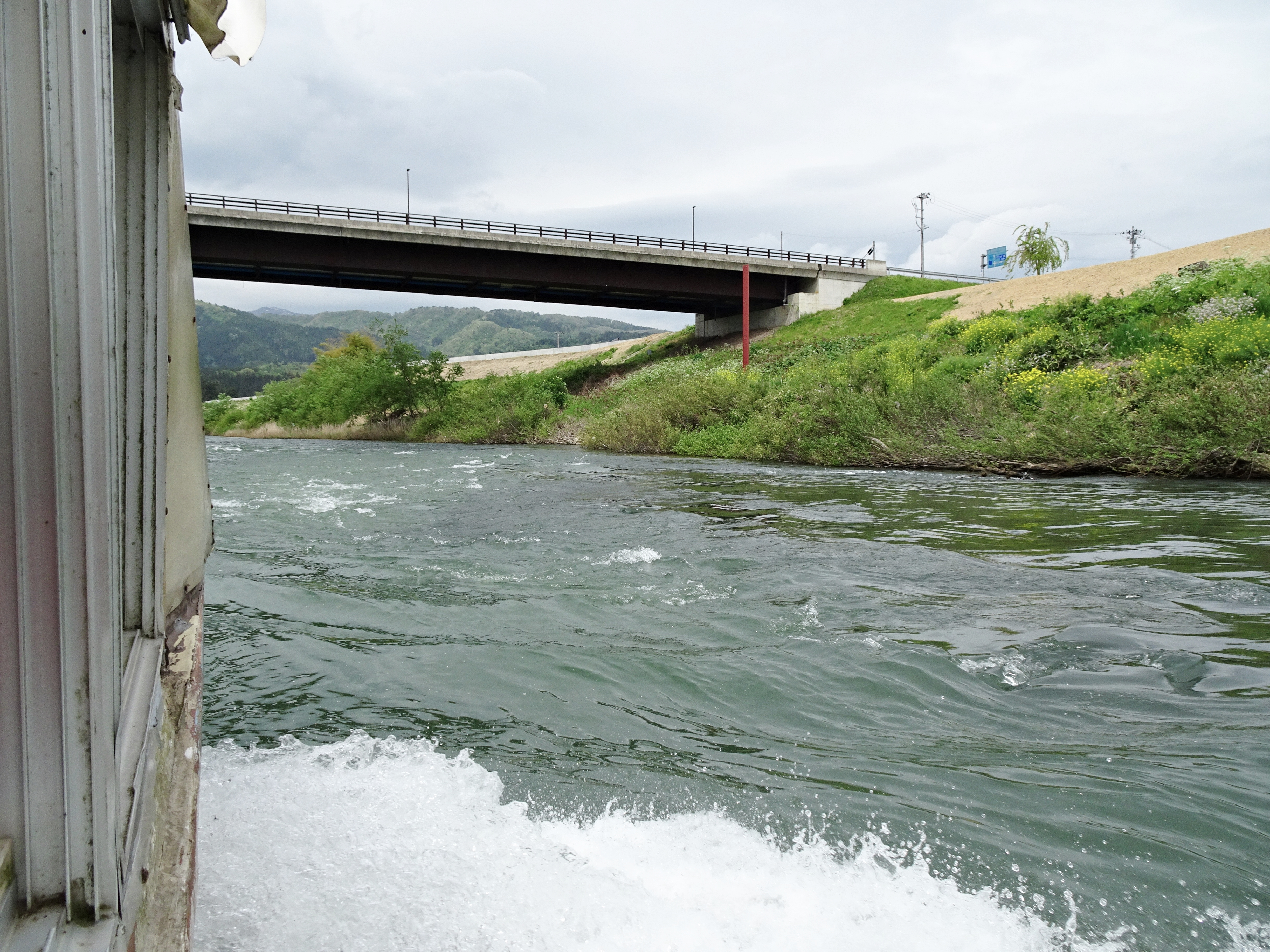
最上川三難所舟下りの船外風景（難所・三ヶ瀬付近）

最上川は内陸の重要な交通路としても利用された。舟運の発達によって最上川の河道整備も必要となったが、最上川は中流部～下流部に掛けて難所が多く、水運発達の最大の懸念となっていた。河口部の酒田は戦国時代には堺や博多と同様の自治港湾都市として、奥羽随一の商業都市に発展していた。関ヶ原の戦いの後に酒田を統治する事となった最上義光は酒田と山形を水運で結ぶ為に、最上川の河道整備を行った。最上川中流部、通称「最上川の三難所」と言われた碁点・三ヶ瀬・隼の瀬（現在の村山市）の三地点を開鑿して川幅の拡張と川底の掘削を実施。舟運の円滑化を図った。これにより水運は発達し各所に船着場が建設された。
その後、流通経済の拡大によって更なる舟運整備が求められた。1659年（万治2年）には幕領米の輸送を請け負った江戸の商人正木半左衛門らが酒田から江戸を結ぶ西廻り航路を開通させ、酒田は更に重要な経済都市として発展していった。
1693年（元禄6年）、第四代米沢藩主・上杉綱憲の時に米沢藩御用商人であった西村久左衛門は、酒田と米沢盆地を結ぶため、1万7千両の巨費を投じて最上川上流部の難所であった五百川峡・黒滝地点を開鑿し、長崎（のちの中山町）から荒砥（白鷹町）の通船工事を完成させた。米沢藩領内にある最上川の荒砥よりも上流は「松川通り」と呼ばれ、糠の目（高畠町）、宮（長井市）、菖蒲（白鷹町）の河岸には藩の陣屋が設置された。

### 近代治水整備
最上川は中流部から下流部に掛けて最上峡や「三難所」のような狭窄部が続き、さらに激しく蛇行していた。加えて春季の雪解けなどで水量が豊富な上に、河況係数（最大流量と最小流量の差。大きいと水害の危険が高い）が大きく、一旦大雨が降ると水害に悩まされた。だが直江兼続の石堤や最上義光の開鑿工事のほかは江戸時代を通じ大規模な治水事業は行われておらず、融雪洪水や豪雨・台風による水害が流域に度重なる被害を与えていた。
明治時代に入ると、最上川にも欧米各国の近代河川工法が導入され、治水事業が本格的に実施されるようになった。契機となったのは1909年（明治42年）4月の融雪洪水である。1919年（大正6年）、内務省による直轄改修計画がスタートしたが最大の懸案は最上川と赤川の分離である。山形県第2の河川である赤川はかつては酒田市で最上川に合流する最上川水系の支川であった。1921年（大正10年）に「赤川放水路建設事業」が着手され、最上川に合流していた赤川は直接日本海に向かって分流させるようにした。赤川放水路は1936年（昭和11年）に通水したが旧流路である旧赤川はそのまま最上川に注ぐ形で残された。
中流部・上流部では1933年（昭和8年）より最上川本川79.0 km、支川19.0 kmに及ぶ堤防建設を行って山形市・米沢市など主要都市を水害から防除し、上中下流一貫した形での治水整備が開始された。同時に月山山麓部の大量の土砂流出による土砂災害を防ぐ為、内務省は1937年（昭和12年）より直轄砂防事業に着手している。だがその後の戦時体制に伴って事業は次第に遅延・中断を余儀無くされた。また、この時期は秋田県出身の内務省土木研究所長・物部長穂による「河水統制事業」が青森県の浅瀬石川などで実施されていたが、最上川では多目的ダムの建設などは計画されなかった。

### 最上特定地域総合開発計画

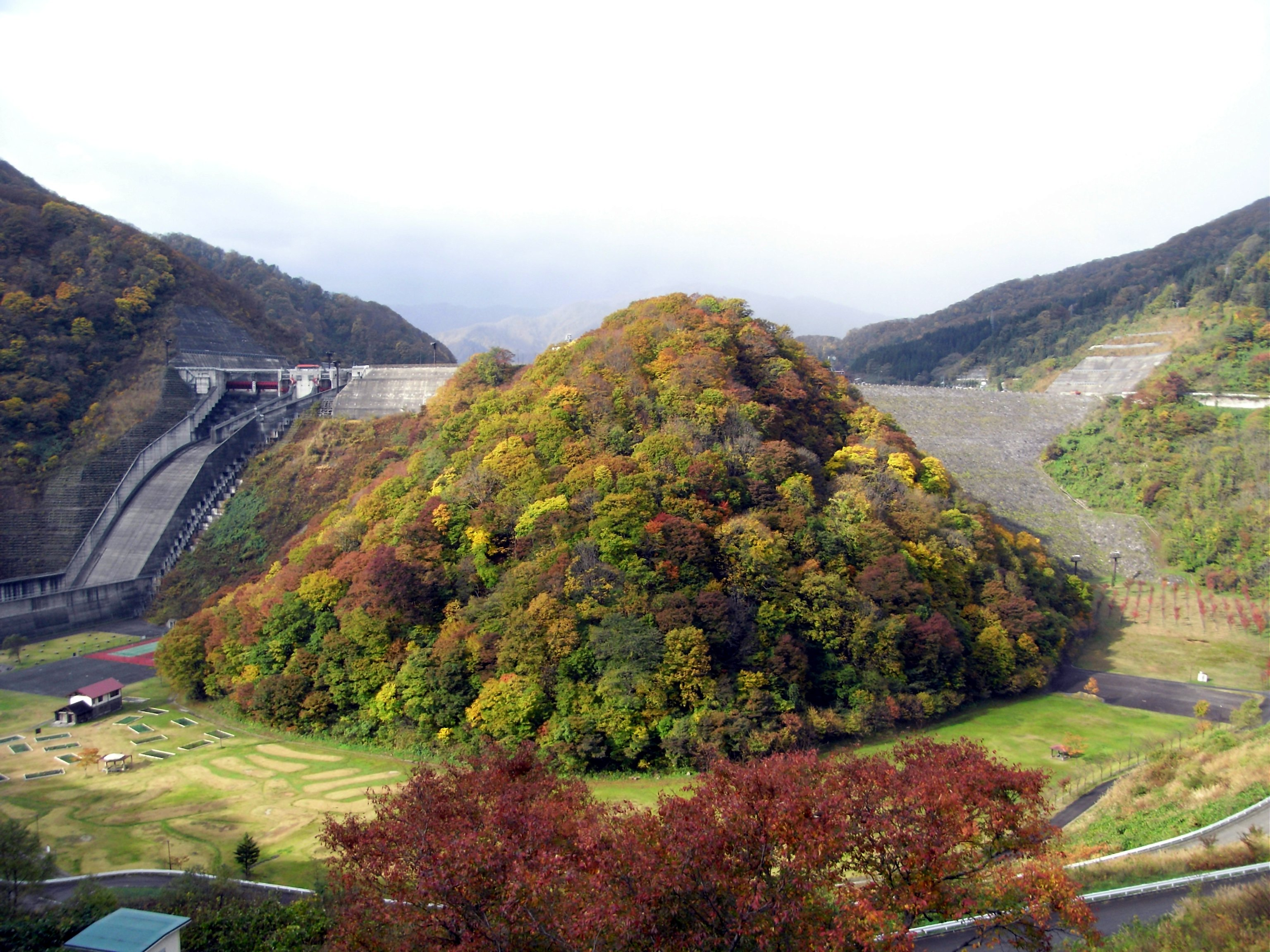
寒河江ダム

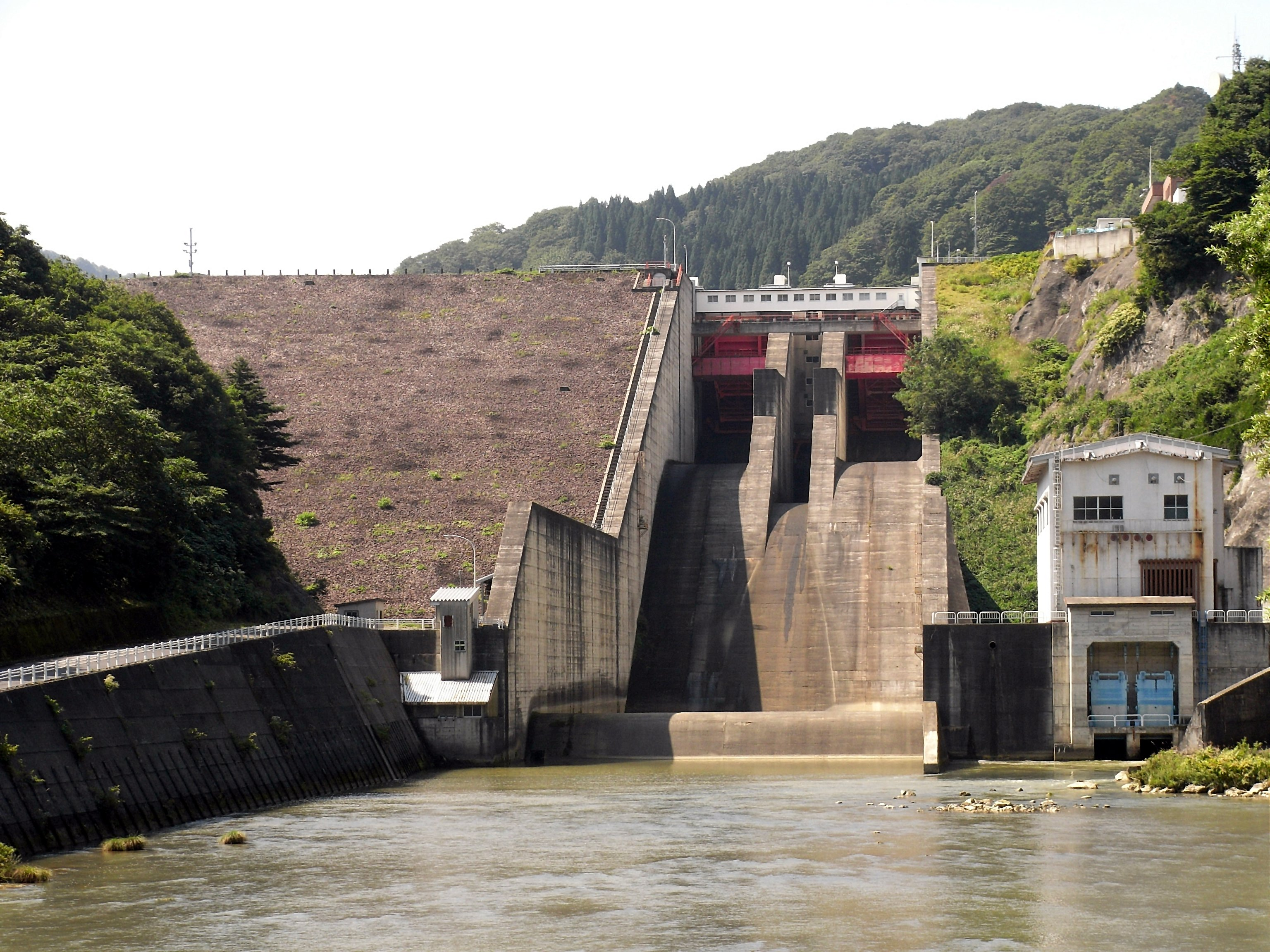
白川ダム

第二次世界大戦後、全国各地で台風や豪雨による水害が発生し、最上川水系でも例外ではなかった。1948年（昭和23年）のアイオン台風、翌1949年（昭和24年）のキティ台風と連続して台風の被害を受け、1950年（昭和25年）には年に4度も洪水による被害を受けた。4月1日・同2日には融雪洪水で124戸が浸水、6月4日・同5日には梅雨前線豪雨で302戸と約1,630 haの農地が浸水、被害の痛手が回復しないうちに6月22日・同23日には再度豪雨災害を受け80戸と約800 haが浸水被害を受けた。そして8月3日・同4日に4度目の水害が発生し723戸が流失・浸水、約3,870 haの農地が被災。国鉄仙山線の面白山トンネルが崩落する被害となった。こうした相次ぐ災害を受け、多目的ダムによる河川総合開発事業が最上川水系でも計画された。
1949年（昭和24年）に経済安定本部は全国10水系を対象に『河川改訂改修計画』を策定し、最上川水系は北上川水系、鳴瀬川・江合川水系と共に対象になった。そして最初に着目されたのは長井市を流れる置賜野川である。河況係数が大きい置賜野川は大雨が降れば洪水、日照りになれば渇水と極端な河川であったが河川改修は不十分であった。このため山形県は「野川総合開発事業」を策定し、補助多目的ダムとして管野ダムを1953年（昭和28年）に建設する事で、治水・利水に充てようとした。ところが管野ダムだけでは当初の目標を達成できない事が判明、このため上流に木地山ダムを1961年（昭和36年）に建設して補強する事で置賜野川の治水と長井市の農地灌漑が確保された。1954年（昭和29年）には国土総合開発法が施行されたが、最上川水系は「最上特定地域総合開発計画」の対象地域となった。これ以降、総合開発事業が推進され、鮭川流域で河川総合開発事業が着手された。当初は鮭川支流の真室川に釜淵ダムが建設される予定であったが、その後に計画が変更され高坂ダム（鮭川）が建設された。
下流の庄内地域では赤川放水路が1936年（昭和11年）に開鑿されたものの旧流路がそのまま残存していた。このため赤川を最上川から完全に分離させる締切事業が行われ、1954年（昭和29年）に完成。赤川は最上川水系から分離され、「赤川水系」として独立した。中流部では建設省（現・国土交通省）の直轄管理区域が拡大し、1962年（昭和37年）には中流部の約63.0 km区間で建設省による堤防整備などの河川改修が実施された。
ところが1967年（昭和42年）8月28日に羽越豪雨が流域を襲い、置賜地方を中心に死傷者145名、浸水家屋16,610戸、堤防決壊158ヶ所、被災農地約14,437 haという甚大な被害を受け、激甚災害法に指定された。更に1969年（昭和44年）8月には庄内地方を中心に豪雨災害が発生、死傷者12名、浸水家屋4,086戸、堤防決壊68ヶ所という当地では過去最悪の被害となった。これらの豪雨災害を受け建設省は最上川水系の治水対策を抜本的に変更する必要に迫られた。折から1965年（昭和40年）の改正河川法施行で最上川水系は一級水系に指定され、水系一貫の河川整備が要求された。建設省東北地方建設局（現・国土交通省東北地方整備局）は『最上川水系工事実施基本計画』を策定、特定多目的ダムによる洪水調節を計画に盛り込んだ。
置賜白川に白川ダムが1980年（昭和55年）、寒河江川に寒河江ダムが1990年（平成2年）に建設され最上川の洪水調節を図った。山形県も補助多目的ダムとして蔵王ダム（馬見ヶ崎川）、白水川ダム（白水川）、綱木川ダム（綱木川）などを建設して最上川支流の治水を行った。こうした事業に加え中流部に遊水池である大久保遊水地が1977年（昭和52年）より建設され、1997年（平成9年）に完成した。こうした治水整備によって最上川における水害は減少し、1997年の豪雨では羽越豪雨に匹敵する洪水だったにも拘らず、浸水家屋67戸と被害を最小限に抑制する事が出来た。

### 国営の大規模灌漑整備

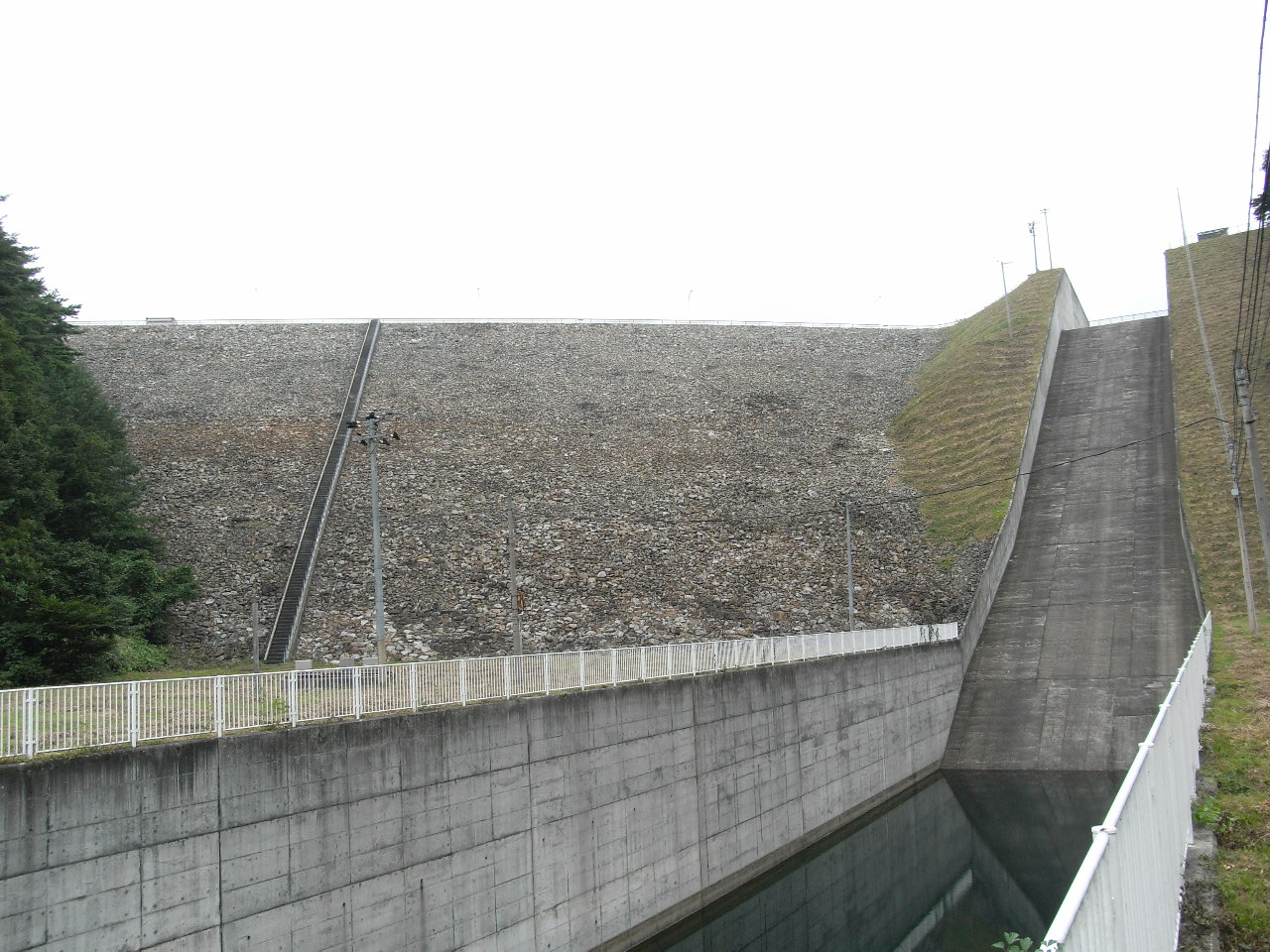
水窪ダム

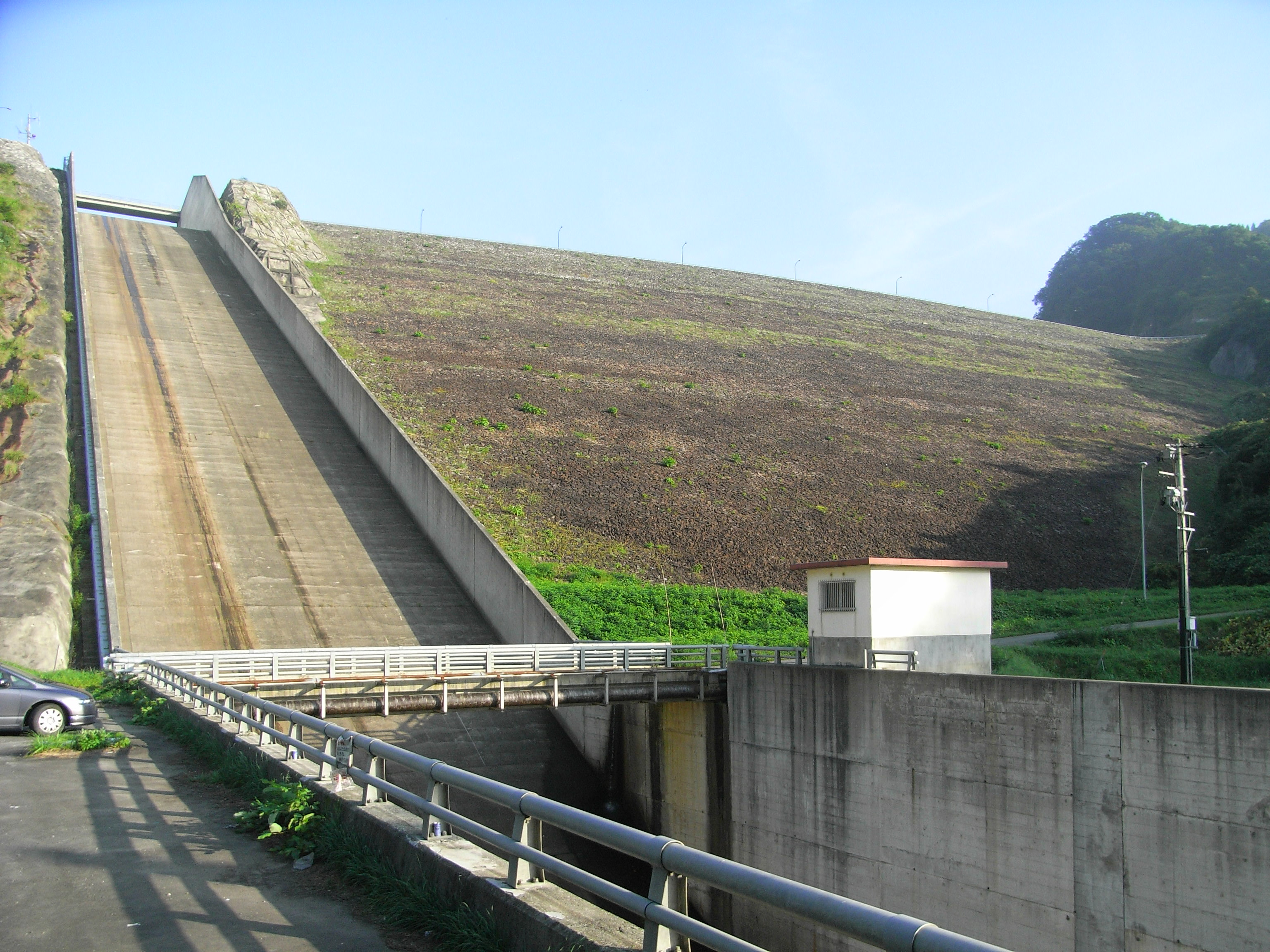
新鶴子ダム

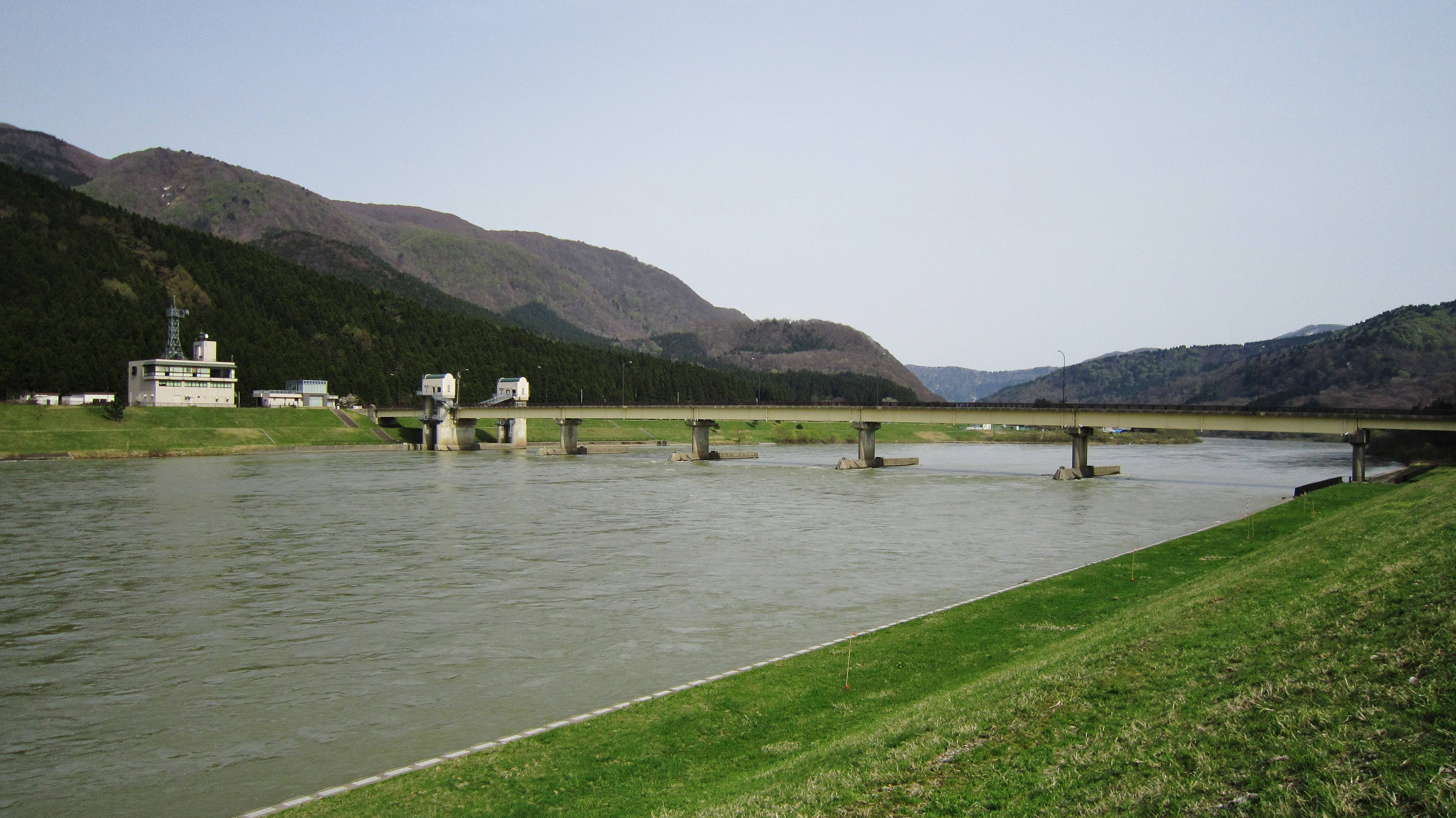
最上川さみだれ大堰

明治以降、最上川沿岸の農業用水確保は欧米の先端技術を早くから取り入れて行っていた。端緒となったのは1911年（明治44年）に酒田市遊摺部（ゆするべ）において揚水機場によるポンプ取水が開始された事である。米国ゼネラル・エレクトリック（GE）社製の揚水機を使ったこの方法で600 haの開墾が図られた事により、一挙に最上川流域の農地において揚水機場が各所に設置された。これは扇状地の用水確保が限界に達していた事があり、従来は技術的に難しかった最上川本川からの取水が可能になったことも関係する。だが、揚水機の過剰設置によって今度は河水自体が減少するという皮肉な結果となった。こうした事から溜池よりも大規模な農業用貯水池を建設して水源の確保を図る事が考えられ、1944年（昭和19年）に蛭沢川に蛭沢ダム（蛭沢湖）が建設された。
戦後に入ると、農林省による国営農業水利事業が1947年（昭和22年）より全国的に展開され、山形県内においても総合的な灌漑整備事業が展開される事となった。その第一弾は山形県による河川総合開発事業「野川総合開発事業」であって管野・木地山ダムによって長井市の最上川左岸部・置賜野川流域で600haに及ぶ新規開墾が図られた。以降、農林省や山形県による農業水利事業、かんがい排水事業が実施されていく。
米沢盆地においては「国営米沢平野農業水利事業」が行われ、水源として水窪ダム（刈安川）が1971年（昭和46年）に建設され1982年（昭和57年）に完了している。新庄盆地では1952年（昭和27年）より「国営泉田川農業水利事業」が行われ、1963年（昭和38年）に桝沢ダム（桝沢川）が完成して水源が確保され、1967年（昭和42年）に完了している。同年には山形県によって「諏訪堰農業水利事業』が完成し、先述の諏訪堰を改良して取水量を増加させる事業が行われた。更に村山地方においては「国営村山北部農業水利事業」が進められ、山形県の農業用ダムとしては最大規模の新鶴子ダムが丹生川に1990年（平成2年）に完成し、ダム、頭首工、用水路、揚水機場といった設備の連携によって効率的な農業用水供給が図られた。
庄内平野では1968年（昭和43年）より「国営最上川下流右岸農業水利事業」が実施され、上杉景勝の重臣・甘粕景継によって基礎が形成された「最上川疏水」の水源として最上峡最下流部に草薙頭首工が1970年（昭和45年）に完成し、疏水の水源として400年来の悲願が達成された。左岸部についても1612年（慶長17年）に最上義光の重臣・北楯利長が整備した北楯大堰用水路の改築が図られ、最上川頭首工より北楯頭首工を経て最上川左岸部の農地により安定した水供給を行うようになった。だが、河況係数の大きい最上川は日照りになると水量が減少、1973年（昭和48年）、1978年（昭和53年）、1984年（昭和59年）、1985年（昭和60年）の渇水では草薙頭首工や最上川頭首工の取水能力が減衰する程の渇水被害に遭遇。その度に最上川を仮締切して水量を確保しなければならなかった。
この為渇水時にも仮締切をせず、両頭首工への安定した水供給を図る為の施設が必要となった。建設省東北地方建設局は農林水産省東北農政局の「国営最上川下流沿岸農業水利事業」の関連事業として1987年（昭和62年）より「最上川中流堰建設事業」に着手した。この中で河川環境に可能な限り影響を与えず、かつ臨機応変な水量調整を可能にするため、堰の水門はゴムを空気で膨らませて大きさを調節するゴム引布製起伏堰、通称ラバーダム方式を採用する事となった。1989年（平成元年）より6年の歳月を掛け1995年（平成7年）に完成した最上川さみだれ大堰は、日本最大級のラバーダムとして庄内平野両岸の農業用水を安定して供給している。

### 水力発電

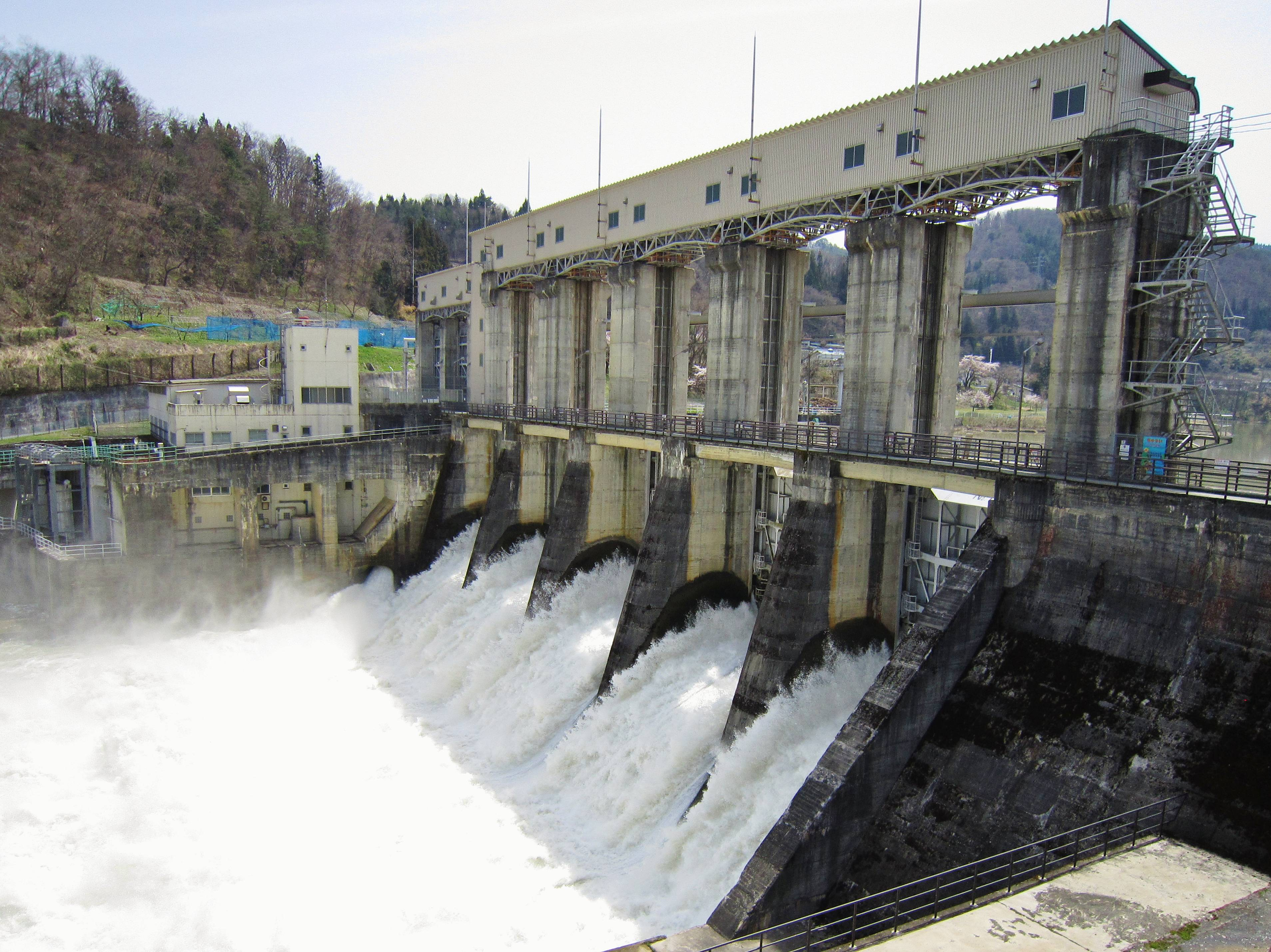
上郷ダム

最上川水系は急流で水量が特に春先豊富な事から古くから水力発電の適地として注目されていた。東北地方では早くから電源開発事業が進められており、1898年（明治31年）には寒河江川に白岩発電所が建設されていた。これ以後も月山を水源とする河川を中心に水力発電が数箇所建設され、朝日山地以外では1935年（昭和10年）に瀬見発電所が最上小国川に建設された。当時は小規模な自家発電事業や限定地域への送電用として建設されていたが、日本発送電の成立と解散を経て最上川水系の電源開発は東北電力によって手掛けられるようになった。
東北電力は最上川本川に本川唯一のダムとなる上郷ダムを建設し、認可出力15,400 kWと当時では最大規模の水力発電所である上郷発電所を1962年（昭和37年）より稼動させた。一方公営発電事業を推進する山形県企業局も「野川総合開発事業」による管野・木地山ダムで発電事業に参画したのを皮切りに置賜白川・鮭川・朝日川で水力発電事業を行った。その後、火力発電にシフトされる事で水力発電事業は下火になるが、オイルショックを契機に水力発電が見直され、再び水力発電事業が行われるようになった。
東北電力は建設省が施工する寒河江ダムを利用した本道寺水力発電事業に参画していたが、これはダム地点より上流で1938年（昭和13年）に完成していた旧水ヶ瀞ダムを水没によって失うためで、下流に逆調整池として水ヶ瀞ダムを建設し直し、発電能力を増強させる「水ヶ瀞ダム再開発事業」を1980年（昭和55年）より実施した。寒河江ダム完成と同時にダム再開発も完成し、本道寺・水ヶ瀞両発電所は合計の認可出力が80,000 kWと最上川水系最大の水力発電所となった。現在、最上川水系における全水力発電所の総認可出力は202,700 kWに達しているがその3分の1は両発電所によって賄われている。

### 今後の最上川

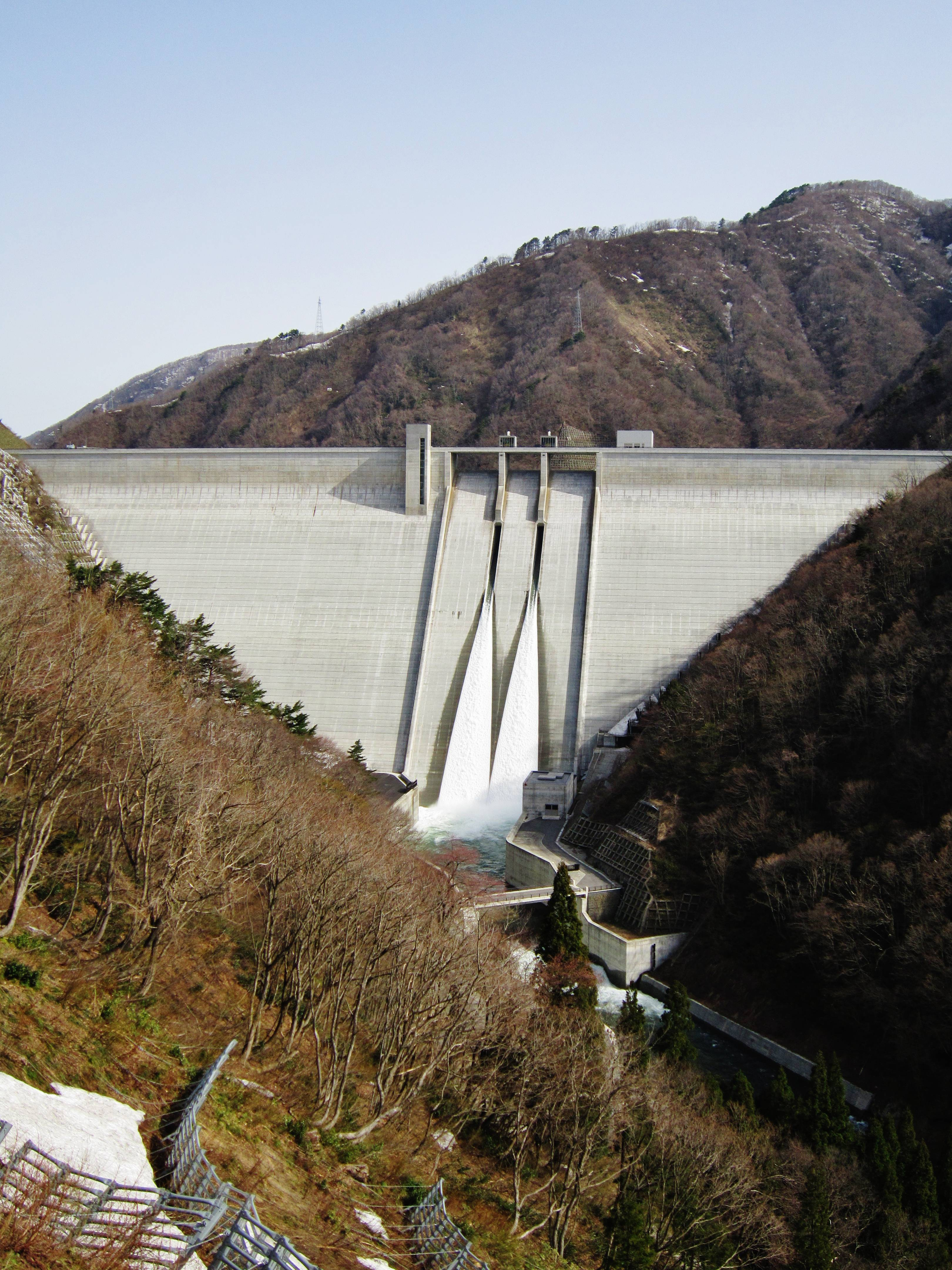
長井ダム

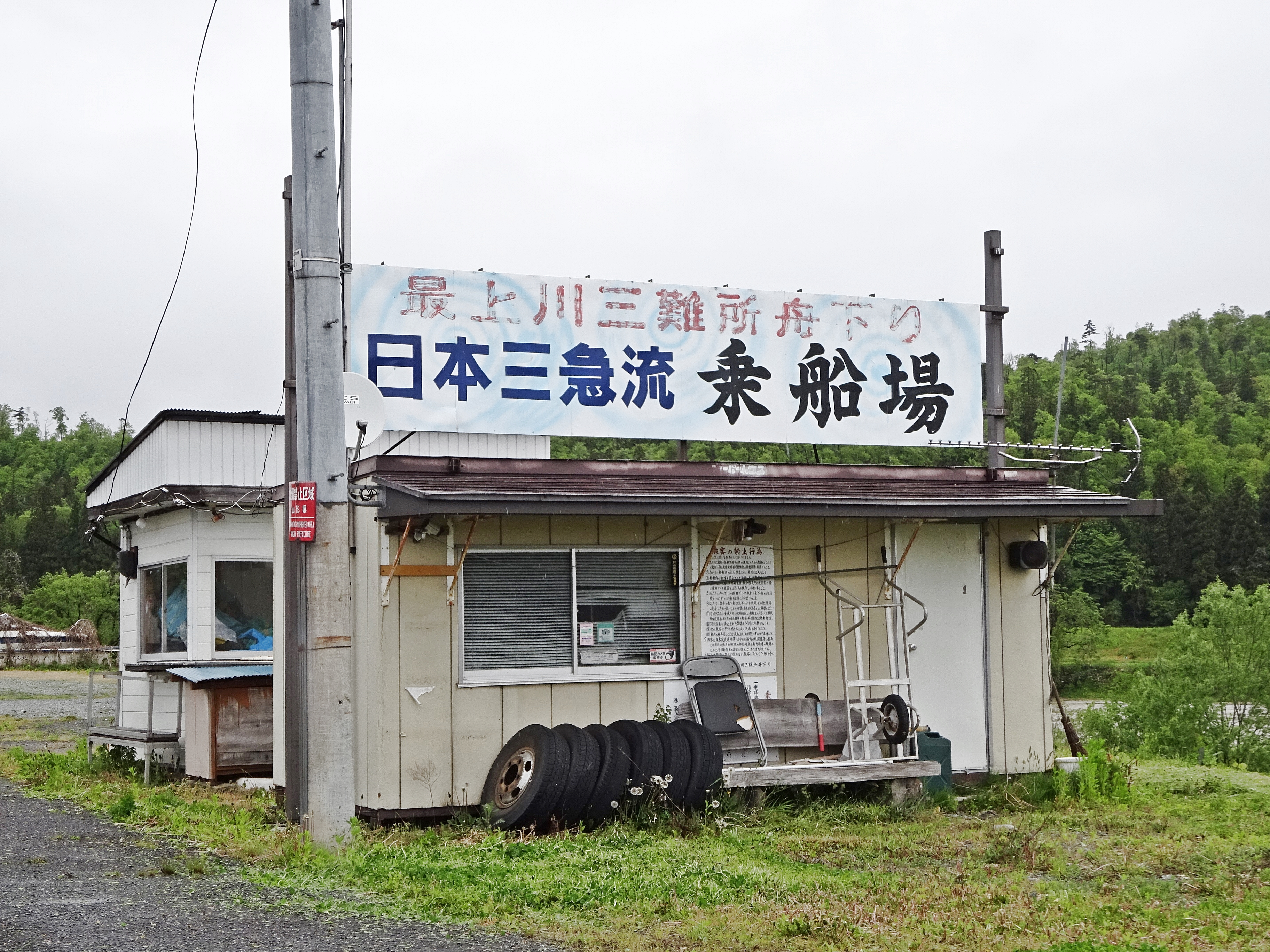
最上川三難所舟下り乗船場

最上川水系では前述の治水・利水事業によって水害の減少と飛躍的な農業基盤整備が図られた。治水事業として置賜野川に長井ダムが建設された他、現在は「三難所」と呼ばれた村山市大淀地点の最上川に大淀分水路の建設を行っている。この地点はヘアピン状の極端な蛇行部位となっており、洪水流下の大きな阻害要因となっていた。国土交通省は蛇行部の半島部位を貫くトンネルを建設して洪水時にはまっすぐ流下させることで村山市内の湛水被害を軽減させようとしている。このほか堤防がまだ建設されていない部位の早期整備や山形市内での鉄道橋架け替えなどで、洪水時にスムーズな流下を促し市街地への浸水被害を防止しようとしている。
だが公共事業見直しの機運の中で、最上小国川に建設が予定されている最上小国川ダムについて、ダム建設の是非を巡る論争が続けられている。最上小国川ダムは洪水調節のみを目的とする県営ダムで、平常時には水を貯水しない「穴あきダム」であるが、水没住民や一部の流域住民から建設反対の声が上がっており、現在事業者である山形県と折衝を続けている。2006年（平成18年）には全国のダム反対運動に関わっている天野礼子らが反対運動に加わり、「ダム建設撤回」を要求している。ダム問題について影響力の大きい天野の参入によりダム事業の転換が期待される一方で、流域に全く関わりのない人間の介入によりダム事業の長期化、治水事業遅延に対して危惧する意見もある。
一方で、国土交通省は、ダムや堤防に、雨水貯留や居住のあり方の見直しなどを組み合わせた「流域治水」を推進する方針を2020年（令和2年）7月に決定。最上川でも同年9月、国と山形県、流域市町村により「最上川流域治水協議会」が設立された。
最上川は『奥の細道』でも詠まれるなど、古くから全国的に有名な河川の一つであり、最上峡の川下りを始め多くの観光客が訪れる。このため河川開発についても環境保全と景観保護が重要視され、堤防建設においても「桜堤」を各所に設けて、春にはサクラと最上川の美しい景色を創る事を、国土交通省は『最上川水系河川整備計画』に盛り込んでいる。大淀分水路にしても、付近一帯が景勝地である事から環境改変を最小限に抑える事を大前提とした事業計画となっている。今後はより環境に配慮した河川開発が推進されるものと見られている。
そして、最上川にも幾つか水辺の楽校が設けられている。糠野目水辺の楽校（ぬかのめみずべのがっこう）は、山形県東置賜郡高畠町糠野目、最上川河川敷の糠野目緑地に設けられた水辺の楽校。糠野目の松川では河童の伝説があり、通称は「まつかわ カッパ公園」。糠野目地区・旧糠野目村はかつて、最上川の舟運で発展を遂げていた。週末は多くの家族連れなどでにぎわうという。窪田水辺の楽校（くぼたみずべのがっこう）は、最上川河川敷、山形県米沢市窪田地区、置賜橋のたもとに設けられた水辺の楽校。ハクチョウの飛来地として知られ、四季を通じて最上川と触れ合える空間としているほか、ライブカメラを設けて観察がリアルタイムで行われている。

## 災害史
- 1967年（昭和42年）8月 - 前線と低気圧の影響で上流部を中心に洪水が発生（羽越豪雨）[17]。死者8名、負傷者137名、全壊流失167戸、半壊床上浸水10,818戸、床下浸水11,066戸、農地浸水10,849ha、宅地等浸水2,330haの被害（激甚災害に指定）[17]。
- 1969年（昭和44年）8月 - 低気圧の影響で中・下流部を中心に洪水が発生[17]。
- 1975年（昭和50年）8月 - 寒冷前線の影響で洪水が発生（真室川災害）[17]。死者5名、負傷者28名、家屋全半壊15戸、床上下浸水788戸、農地浸水2,814ha、宅地等浸水593haの被害（激甚災害に指定）[17]。
- 2020年（令和2年）7月 - 梅雨前線や低気圧の影響で氾濫が発生[18]。
- 2022年（令和4年）8月 - 記録的な大雨の影響で最上川5ヶ所で氾濫が発生。支流でも6ヶ所が氾濫[14]。
- 2024年（令和6年）7月 - 梅雨前線や低気圧の影響で氾濫が発生[15]。

## 最上川水系の主要河川
- 羽黒川－刈安川
- 鬼面川－大樽川・太田川・綱木川
- 吉野川：南陽市
- 置賜白川
- 置賜野川：長井市
- 朝日川
- 月布川
- 須川－馬見ヶ崎川・立谷川：上山市、山形市、東村山郡山辺町、中山町、天童市、寒河江市
- 寒河江川：西村山郡西川町、寒河江市、西村山郡河北町
- 乱川：東根市、天童市、河北町
- 村山野川
- 丹生川：北村山郡大石田町、尾花沢市
- 最上小国川：最上郡最上町、最上郡舟形町
- 銅山川：最上郡大蔵村
- 鮭川－真室川－金山川：最上郡真室川町、最上郡鮭川村、最上郡戸沢村、新庄市
- 角川：最上郡戸沢村
- 立谷沢川
- 相沢川－田沢川
- 京田川

## 最上川水系の河川施設
最上川水系では治水・利水の為の多くの河川施設が整備されているが、初見は寒河江川にある固定堰の二ノ堰と言われている。
戦後、置賜野川に管野ダムが1953年（昭和28年）に建設されたのを皮切りに多目的ダムが最上川水系に次々建設された。1967年（昭和42年）の羽越豪雨を機に建設省（現・国土交通省）によって白川ダム（置賜白川）・寒河江ダム（寒河江川）・長井ダム（置賜野川）の特定多目的ダムが建設された。一方、山形県によって補助多目的ダムである綱木川ダム（綱木川）と留山川ダム（留山川）、治水ダムである最上小国川ダム（最上小国川）が建設された。
農業用としては蛭沢ダム（蛭沢川）が1944年（昭和19年）に建設され、戦後、農林省（農林水産省）の「国営農業水利事業」によって多くの農林水産省直轄ダムが建設されている。この中では新鶴子ダム（丹生川）が最も規模が大きい。「農業水利事業」によるダムは現在建設されていない。水力発電用は小規模なものが多いが、上郷ダムは最上川本川に建設された唯一のダムである。
特色としては日本屈指のラバーダムである最上川さみだれ大堰、都道府県営ダムとしては珍しい中空重力式コンクリートダムが2基（木地山ダム、蔵王ダム）建設されている事である。なお、最上川最大の河川施設は寒河江ダムである。
| 一次 支川 （本川） | 二次 支川  | 三次 支川  | ダム名             | 堤高 (m) | 総貯水 容量 (千m3) | 型式         | 事業者           | 備考                    |
| ------------------ | ---------- | ---------- | ------------------ | -------- | ------------------ | ------------ | ---------------- | ----------------------- |
| 最上川             | －         | －         | 淞郷堰頭首工       | －       | －                 | 可動堰       | 土地改良区       |                         |
| 最上川             | －         | －         | 上郷ダム           | 23.5     | 7,660              | 重力式       | 東北電力         |                         |
| 最上川             | －         | －         | 大久保遊水池       | －       | －                 | 遊水池       | 国土交通省       |                         |
| 最上川             | －         | －         | 大淀分水路         | －       | －                 | 放水路       | 国土交通省       | 建設中                  |
| 最上川             | －         | －         | 最上川さみだれ大堰 | －       | －                 | 可動堰       | 国土交通省       | ラバーダム              |
| 羽黒川             | 刈安川     | －         | 水窪ダム           | 62.0     | 31,000             | ロックフィル | 農林水産省       | 管理委託 （土地改良区） |
| 鬼面川             | －         | －         | 鬼面川頭首工       | －       | －                 | 可動堰       | 土地改良区       |                         |
| 鬼面川             | 太田川     | －         | 鬼面川ダム         | 22.5     | 460                | アース       | 鬼面川堰用水組合 |                         |
| 鬼面川             | 大樽川     | 綱木川     | 綱木川ダム         | 74.0     | 9,550              | ロックフィル | 山形県           |                         |
| 吉野川             | 屋代川     | 蛭沢川     | 蛭沢ダム           | 24.0     | 2,200              | アース       | 山形県           |                         |
| 置賜白川           | －         | －         | 白川ダム           | 66.0     | 50,000             | ロックフィル | 国土交通省       |                         |
| 置賜野川           | －         | －         | 木地山ダム         | 46.0     | 8,200              | 中空重力式   | 山形県           |                         |
| 置賜野川           | －         | －         | 管野ダム           | 44.5     | 4,470              | 重力式       | 山形県           | 長井ダムに水没          |
| 置賜野川           | －         | －         | 長井ダム           | 125.5    | 51,000             | 重力式       | 国土交通省       |                         |
| 朝日川             | －         | －         | 木川ダム           | 31.5     | 840                | 重力式       | 山形県           |                         |
| 須川               | 生居川     | －         | 生居川ダム         | 47.8     | 2,650              | ロックフィル | 山形県           |                         |
| 須川               | 菖蒲川     | －         | 菖蒲ダム           | 31.1     | 545                | 複合式       | 山形県           |                         |
| 須川               | 馬見ヶ崎川 | －         | 蔵王ダム           | 66.0     | 7,300              | 中空重力式   | 山形県           |                         |
| 須川               | 前川       | （河道外） | 前川ダム           | 50.0     | 4,400              | ロックフィル | 山形県           |                         |
| 本沢川             | －         | －         | 本沢ダム           | 17.5     | 157                | アース       | 山形県           |                         |
| 寒河江川           | －         | －         | 寒河江ダム         | 112.0    | 109,000            | ロックフィル | 国土交通省       |                         |
| 寒河江川           | －         | －         | 水ヶ瀞ダム         | 34.0     | 1,936              | 重力式       | 東北電力         |                         |
| 白水川             | －         | －         | 白水川ダム         | 54.5     | 4,600              | 重力式       | 山形県           |                         |
| 丹生川             | －         | －         | 新鶴子ダム         | 96.0     | 31,500             | ロックフィル | 農林水産省       |                         |
| 丹生川             | 銀山川     | －         | 銀山川ダム         | 21.3     | 263                | 重力式       | 山形県           |                         |
| 乱川               | 押切川     | 留山川     | 留山川ダム         | 46.0     | 1,120              | 重力式       | 山形県           | 建設中                  |
| 最上小国川         | －         | －         | 最上小国川ダム     | 41.0     | 2,300              | 重力式       | 山形県           |                         |
| 鮭川               | －         | －         | 高坂ダム           | 57.0     | 19,050             | 重力式       | 山形県           |                         |
| 鮭川               | 金山川     | －         | 神室ダム           | 60.6     | 6,400              | 重力式       | 山形県           |                         |
| 鮭川               | 金山川     | 桝沢川     | 桝沢ダム           | 65.8     | 6,751              | 重力式       | 農林水産省       | 管理委託 （土地改良区） |
| 立谷沢川           | －         | －         | 立谷沢川第一ダム   | 18.5     | 93                 | 重力式       | 東北電力         |                         |
| 立谷沢川           | －         | －         | 北楯頭首工         | －       | －                 | 固定堰       | 農林水産省       |                         |
| 相沢川             | 田沢川     | －         | 田沢川ダム         | 81.0     | 9,100              | 重力式       | 山形県           |                         |
| 京田川             | －         | －         | 三又ダム           | 24.0     | 142                | アース       | 山形県           |                         |

（注）黄色欄は建設中・計画中のダム、赤色欄は既に水没、または水没が予定されているダム（2011年時点）。

## 河口部

最上川河口周辺の空中写真。酒田港と酒田市の市街地は最上川河口右岸に形成されている。1976年撮影の14枚を合成作成。
。

最上川の河口付近には、海岸砂丘や砂嘴などの特徴的な地形が形成されているほか、ヨシやオギなどの水生植物群落や飛砂防止を目的としたクロマツ植林地（防砂林）、庄内平野の水田地帯が広がっている。これらの自然条件から、最上川河口部はガン・カモ類やハクチョウ類の渡来地として重要な地域である。その他、クロツラヘラサギやヘラシギなどの水鳥、オジロワシやオオワシ、オオタカなどの猛禽類の生息も確認されている。これらのことから、最上川河口部及びその周辺域は、2005年（平成17年）11月1日に国指定最上川河口鳥獣保護区（集団渡来地）に指定されている（面積1,537ha）。また、環境省が選定した日本の重要湿地500、日本の音風景100選にも選定されている。

## 並行する交通

### 鉄道
- JR東日本奥羽本線／山形新幹線
- JR東日本左沢線
- JR東日本陸羽西線（愛称「奥の細道最上川ライン」）

1974年まで、山形交通三山線が寒河江川中流部で並行していた。

### 道路
- 国道13号
- 国道47号
- 国道112号 - 寒河江川に並行。
- 国道287号
- 国道345号
- 国道347号
- 東北中央自動車道

### 空港
- 山形空港

### 橋梁
- 海老ヶ沢大橋（米沢市）
- 芳泉大橋（米沢市）
- 新大橋（米沢市）
- 米坂線最上川橋梁
- 万里橋（山形県道232号板谷米沢停車場線 ）
- 相生橋（国道121号）
- 住之江橋（米沢市）
- 松川橋（米沢市）
- 花沢大橋（山形県道1号米沢高畠線）
- 米沢大橋（国道13号）
- 新米沢大橋（東北中央自動車道）
- 新田橋（山形県道101号米沢浅川高畠線）
- 置賜橋（山形県道237号広幡窪田線）
- 吉島橋（東北中央自動車道）
- 糠野目橋（国道13号）
- 平柳橋（高畠町平柳）
- 夏目橋（山形県道7号高畠川西線、高畠町福沢）
- 下田橋（山形県道3号米沢南陽白鷹線）
- 幸来橋（国道113号）
- 松川橋梁（南陽市梨郷・山形鉄道フラワー長井線）
- 松川橋（山形県道248号梨郷宮内線）
- さくら大橋（山形県道166号久保桜線）
- 長井橋（国道287号）
- 睦橋（山形県道254号高玉広野線）
- 長井線最上川橋梁（山形鉄道フラワー長井線）
- 白鷹大橋（山形県道11号長井白鷹線）
- 黒滝橋（山形県道164号深山下山線）
- 大平橋（山形県道9号長井大江線）
- 大舟木橋（山形県道9号長井大江線）
- 暖日橋（朝日町）
- 新五百川橋（山形県道113号宮宿浮島線）
- 五百川橋（朝日町）
- 八天橋（朝日町）
- 旧明鏡橋（朝日町）
- 明鏡橋（国道287号）
- 用橋（大江町）
- 大江大橋（大江町）
- 柏陵橋（国道287号）
- 最上橋（国道458号）
- 旧最上橋（寒河江市、大江町）
- 簗瀬橋（国道287号）
- 此の木橋（山形県道143号中山三郷寒河江線）
- 平塩橋（寒河江市）
- 高瀬大橋（山形県道24号天童寒河江線）
- 左沢線最上川橋梁（左沢線）
- 長崎大橋（国道112号）
- 最上川橋（山形自動車道）
- 村山橋（山形県道23号天童大江線）
- 谷地橋（国道287号）
- 河北橋（山形県道25号寒河江村山線）
- 碁点橋（山形県道294号大久保村山停車場線）
- 竜神の吊り橋（村山市河島地内(吊り橋)）
- 共栄橋（村山市名取地内）
- 三ケ瀬橋（国道347号）
- 長島橋（国道347号）
- 隼橋（山形県道36号新庄次年子村山線）
- 虹の大橋（国道347号）
- 大石田大橋（山形県道121号尾花沢大石田線）
- 黒瀧橋（大石田町横山地内）
- 亀井田橋（山形県道30号大石田畑線）
- 大浦橋（山形県道123号荻袋大浦線）
- 舟戸大橋（尾花沢市名木沢地内）
- 猿羽根大橋（山形県道187号芦沢停車場実栗屋線）
- 堀内橋（山形県道36号新庄次年子村山線）
- 烏川大橋（山形県道330号福寿野熊高線）
- 大蔵橋（国道458号）
- 本合海大橋（国道47号）
- 第一最上川橋梁（陸羽西線）
- 古口大橋（山形県道34号新庄戸沢線）
- 清川橋（山形県道361号大沼新田清川停車場線 ）
- 最上川橋（国道345号）
- 庄内橋（山形県道117号余目松山線）
- 庄内大橋（山形県道360号砂越余目線）
- 第二最上川橋梁（羽越本線）
- 庄内中央大橋（余目酒田道路）
- 最上川白鳥大橋（日本海東北自動車道）
- 新両羽橋（国道7号）
- 出羽大橋（国道112号）

## 名称にまつわる話
軍艦
旧海軍の重巡洋艦に、この川から名を取った「最上」がある。またかつては海上自衛隊の護衛艦にも「もがみ」と言う艦名の小型護衛艦があった。さらに、2022年には海上自衛隊として二代目となる「もがみ」がもがみ型護衛艦の一番艦として就役予定である。
タンカー
川崎汽船のVLCC（Very large Crude Carrier）「最上川」。川崎汽船のタンカーは川に由来する船名を付ける事が多く「最上川」の名称が付けられた。今治造船建造、2001年竣工、300,000DWT。2007年1月にホルムズ海峡を航行中、アメリカ海軍の原子力潜水艦ニューポート・ニューズと衝突した。
鉄道
国鉄のディーゼル急行にも「もがみ」を名乗ったものがあった。
防災ヘリ
現在の山形県消防防災航空隊防災ヘリコプターも「もがみ」という名称である。

## 最上川を題材にした作品

### 和歌
| 和歌                                                         | 備考 |
| ------------------------------------------------------------ | --- |
| 最上河 上れば下る 稲舟の 否にはあらず この月ばかり           | 『古今和歌集』巻20 東歌（詠み人知らず） |
| 最上河 つな手引くとも 稲舟の 暫しがほどは いかり下ろさむ     | 『夫木和歌集』所載 崇徳院 |
| 強く引く 綱手と見せよ 最上川 その稲舟の いかりをさめて       | 『山家集』西行 |
| 広き野を ながれゆけども 最上川 うみに入るまで にごらざりけり | 昭和天皇が皇太子時代の1925年に山形県を訪れ、最上川を情景に詠まれた和歌に1930年、島崎赤太郎によって曲が付けられ、広く県民に歌われる様になった。詳細は「最上川 (曲)」を参照。 |
| 最上川逆白波のたつまでに ふぶくゆうべとなりにけるかも        | 歌集『白き山』斎藤茂吉 |

### 俳句

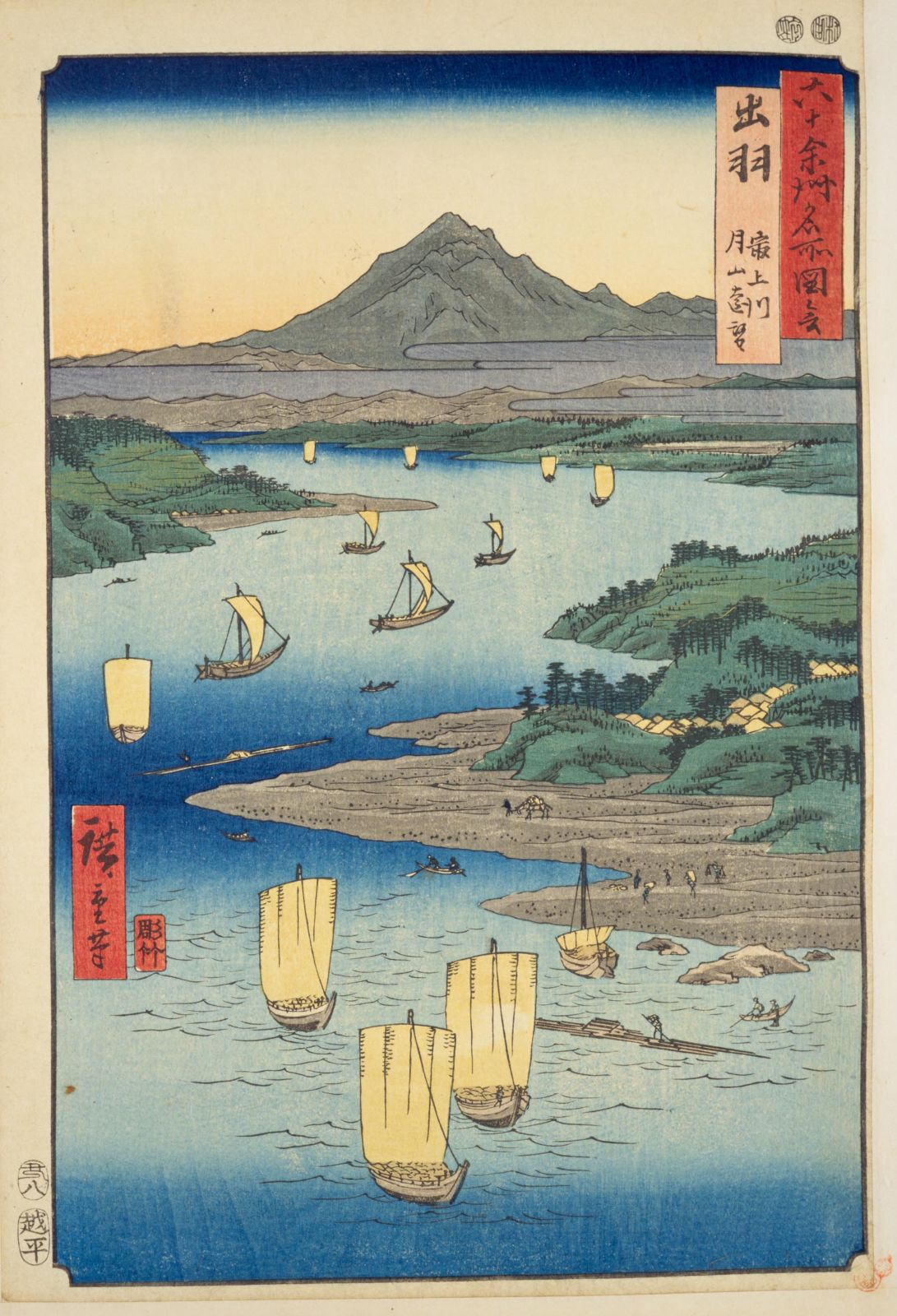
歌川広重『最上川月山遠望』
国立国会図書館蔵

| 俳句                         | 備考                                   |
| ---------------------------- | -------------------------------------- |
| 五月雨を あつめて早し 最上川 | 『おくのほそ道』松尾芭蕉（大石田にて） |
| 暑き日を 海にいれたり 最上川 | 『おくのほそ道』松尾芭蕉（酒田にて）   |

### 舟歌
- 『最上川舟唄』 — 編詞：渡辺国俊、編曲：後藤岩太郎

### 版画
- 『六十余州名所図会』（歌川広重）1854年（安政元年）～1856年（安政3年） — 「最上川 月山遠望」